# Mohamed Taib
Mohamed Taïb (en arabe : محمد طيب) est un footballeur algérien né le 20 avril 1994 à Alger. Il évolue au poste de milieu offensif à la JS Saoura.

## Biographie
Mohamed Taïb évolue en première division algérienne avec les clubs de l'USM Alger, du RC Arbaâ, du CS Constantine, du DRB Tadjenanet, de l'AS Aïn M'lila et de l'Olympique de Médéa. Il dispute plus de 100 matchs en première division.

## Palmarès
USM Alger
- Supercoupe d'Algérie :
  - Finaliste : 2014.